# Biederitz

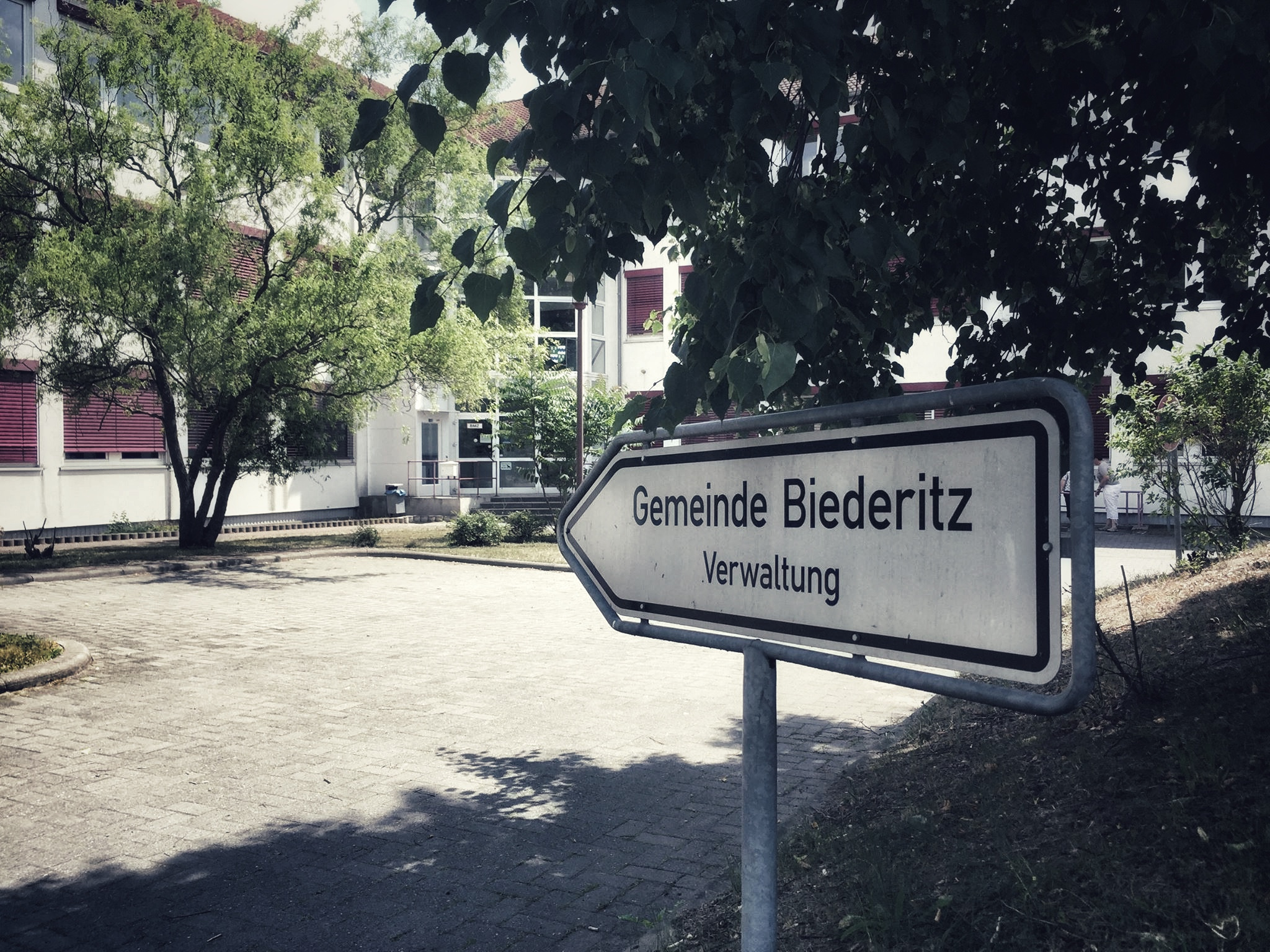
Verwaltungssitz in Heyrothsberge

Biederitz ist eine Einheitsgemeinde im Landkreis Jerichower Land in Sachsen-Anhalt.

## Geographie
Die Gemeinde Biederitz ist nur wenige Kilometer von Magdeburgs östlicher Stadtgrenze entfernt. Die Trennlinie bildet der so genannte Umflutkanal, über den die „Schweinebrücke“ beide Orte miteinander verbindet. Die Kreisstadt Burg ist rund 20 Kilometer entfernt.
Gemeindegliederung
Zur Gemeinde Biederitz gehören seit dem 1. Januar 2010 folgende Ortsteile:
- Biederitz
- Gerwisch
- Gübs
- Heyrothsberge
- Königsborn
- Woltersdorf

## Geschichte
Die ehemalige Verwaltungsgemeinschaft Biederitz bestand aus den Gemeinden Biederitz (Heyrothsberge), Gerwisch, Gübs, Königsborn, Menz, Nedlitz, Wahlitz und Woltersdorf und lag im sachsen-anhaltischen Landkreis Jerichower Land. Verwaltungssitz war Biederitz.
Am 1. Januar 2005 wurde die Verwaltungsgemeinschaft mit der Verwaltungsgemeinschaft Möser zur neuen Verwaltungsgemeinschaft Biederitz-Möser zusammengelegt. Die Gemeinden Menz, Nedlitz und Wahlitz wurden dagegen in die Stadt Gommern eingemeindet.
Am 1. Januar 2010 schlossen sich die Gemeinden Biederitz mit dem Ortsteil Heyrothsberge, Gerwisch, Gübs, Königsborn und Woltersdorf zur neuen Einheitsgemeinde Biederitz zusammen. Der frühere Ortsteil Heyrothsberge ist heute eine gleichwertige Ortschaft. Der Sitz der Verwaltung befindet sich in Heyrothsberge.
Endstation für u. a. Adolf Hitlers Leichnam
Nach der endgültigen Vernichtung der menschlichen Überreste in Schönebeck (Elbe) wurde am 5. April 1970 nach einer jahrzehntelangen Odyssee die Asche von Adolf und Eva Hitler, der Familie Goebbels und des Generalstabschefs des Heeres, Hans Krebs, von der Schweinebrücke in die Ehle entsorgt.

## Politik

### Gemeinderat und Bürgermeister
Der Gemeinderat hat 20 gewählte ehrenamtliche Mitglieder. Zusätzliches Mitglied ist der Bürgermeister. Die Amtszeit beträgt 5 Jahre.
Die Gemeinderatswahl am 26. Mai 2019 führte zu folgendem Ergebnis:
| Partei / Liste          | Stimmen | Anteil | Sitze |
| CDU                     | 3779    | 30,4 % | 6     |
| Die Linke               | 1365    | 11,0 % | 2     |
| SPD                     | 2024    | 16,3 % | 3     |
| Grüne                   | 0857    | 06,9 % | 2     |
| Wählergruppen           | 4410    | 35,5 % | 7     |
| Wahlbeteiligung: 59,7 % |         |        |       |

Nach der Wahl haben sich folgende Fraktionen gebildet:
- Aktiv für Bürger/Pro Biederitz (6 Sitze)
- CDU (6 Sitze)
- LINKE/UWG (3 Sitze)
- SPD (3 Sitze)
- GRÜNE (2 Sitze)

Bürgermeister der Gemeinde Biederitz ist Kay Gericke (SPD). Er wurde bei der Wahl am 16. Oktober 2016 mit 100 % der gültigen Stimmen gewählt.

### Wappen
Das Wappen wurde am 12. Oktober 2010 durch den Landkreis genehmigt.
Blasonierung: „Geviert von Grün und Silber; Feld 1 und 3: drei silberne Eicheln (2:1), Feld 2 und 4: ein blauer Wellenbalken.“

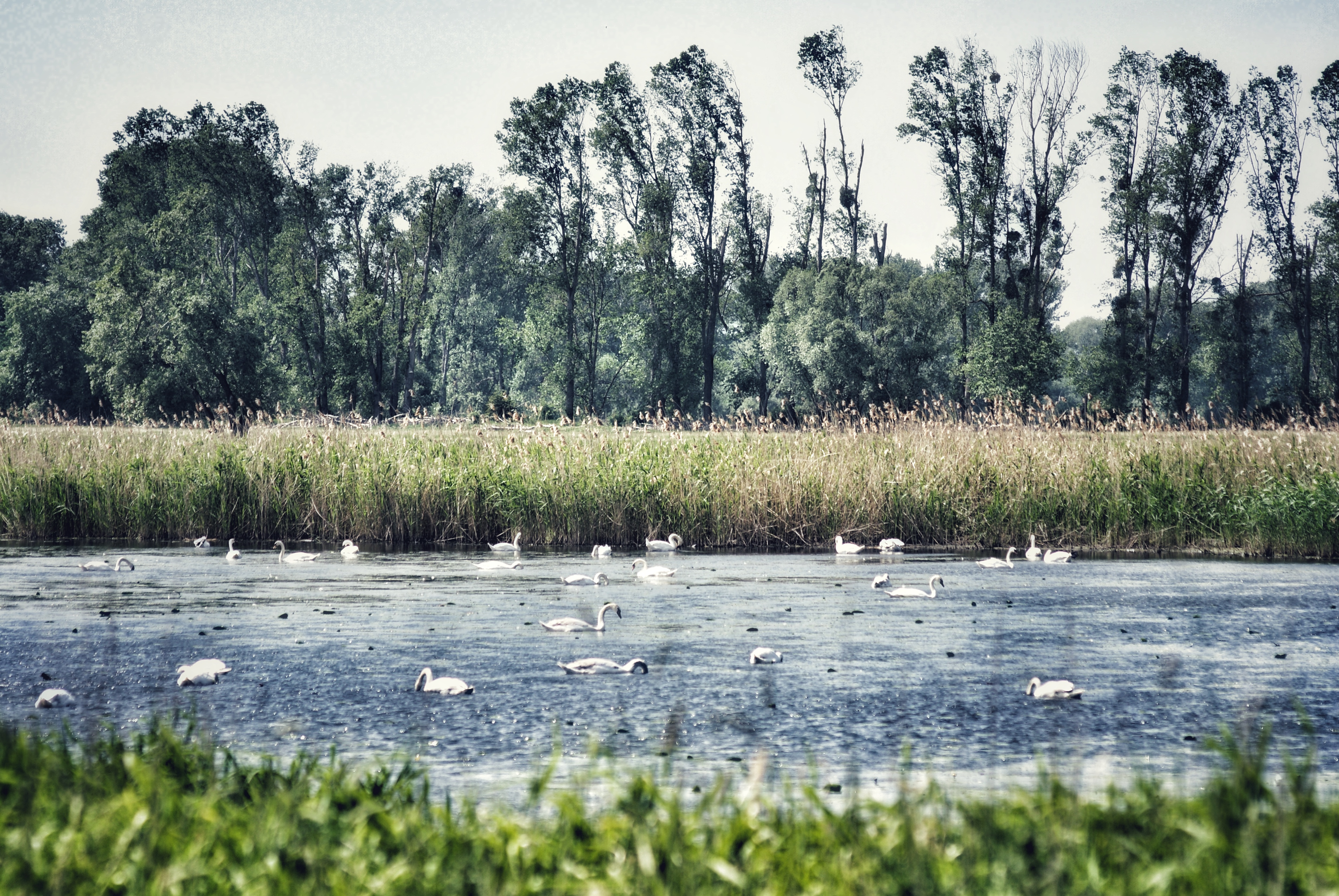
Ehle bei Gerwisch mit Schwänen

Das Wappen wurde vom Kommunalheraldiker Jörg Mantzsch gestaltet und ins Genehmigungsverfahren geführt. Dem ging der Beschluss des Gemeinderates voraus, die sechs der Gemeinde angehörenden Orte durch sechs Eicheln und die Flüsse Elbe und Ehle durch Wellenbalken im Wappen zu symbolisieren.
Die Farben der Gemeinde sind Grün - Weiß.

### Flagge
Die Flagge ist grün-weiß-grün (1:4:1) gestreift (Querform: Streifen waagerecht verlaufend, Längsform: Streifen senkrecht verlaufend) und mittig mit dem Gemeindewappen belegt.

### Partnergemeinden
Vechelde in Niedersachsen ist seit 1990 Partnergemeinde von Biederitz.
Lemwerder in Niedersachsen ist seit 2001 Partnergemeinde der Gemeinde Gerwisch. Mit dem Zusammenschluss zur Einheitsgemeinde Biederitz wurde die Partnerschaft übertragen und fortgeführt.

## Wirtschaft
Seit der Wende und Wiedervereinigung 1989 haben sich die sechs Ortschaften der Einheitsgemeinde Biederitz zu einem attraktiven Wirtschaftsstandort und Wohngebiet entwickelt. Kleine Handwerksbetriebe, zahlreiche mittelständische Unternehmen und Firmen, Einzelhändler, Agrargenossenschaften, sowie selbstständige Rechtsanwälte, Apotheker und Ärzte sind in der Einheitsgemeinde ansässig. Im Gastronomiesektor findet man mehrere Restaurants mit regionaler Küche und auch zwei griechische Gaststätten. Zwei Hotels in Biederitz und in Heyrothsberge und mehrere in der Einheitsgemeinde verteilte Pensionen bieten Übernachtungsmöglichkeiten.

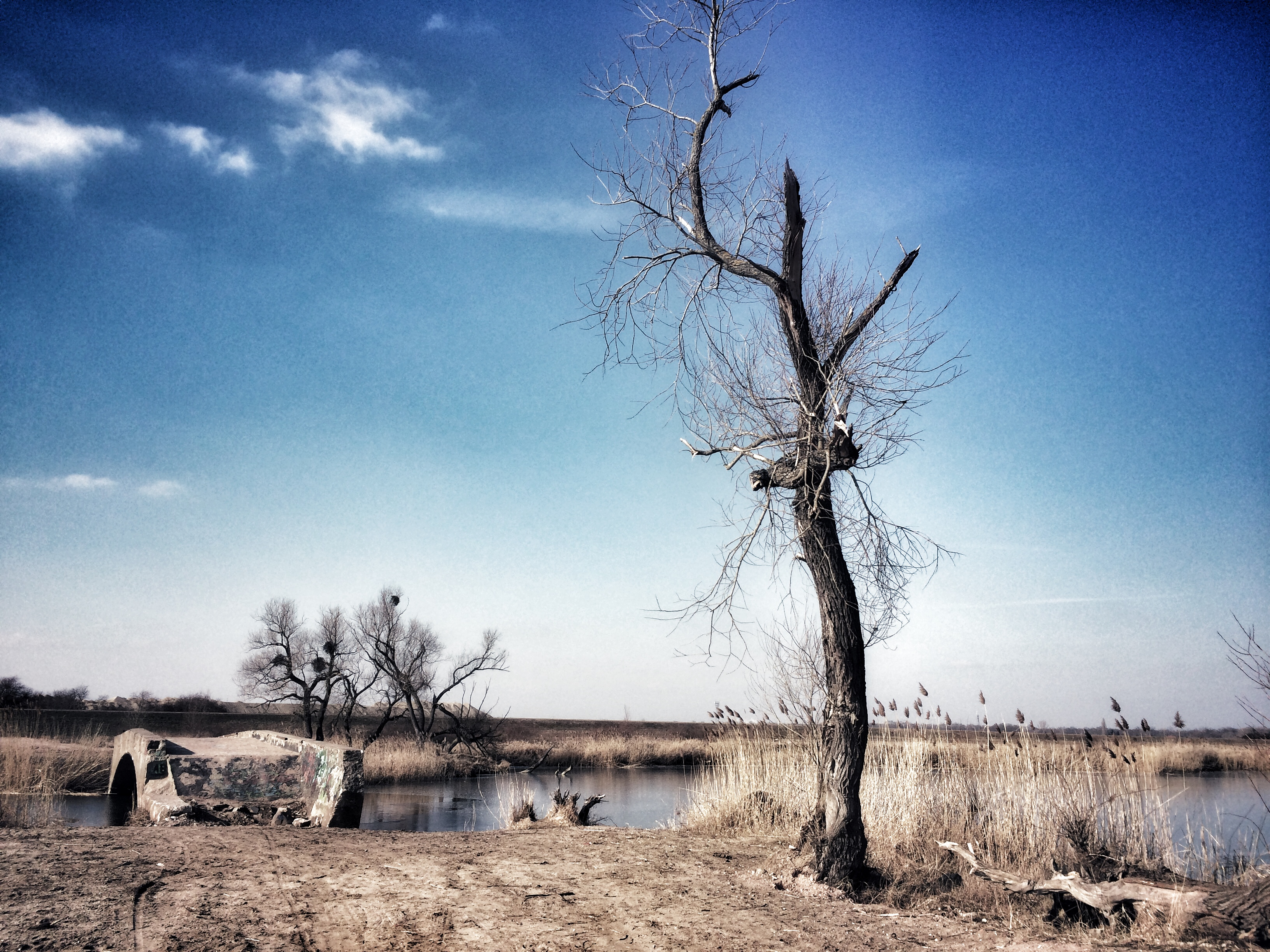
Steinerne Brücke bei Gübs

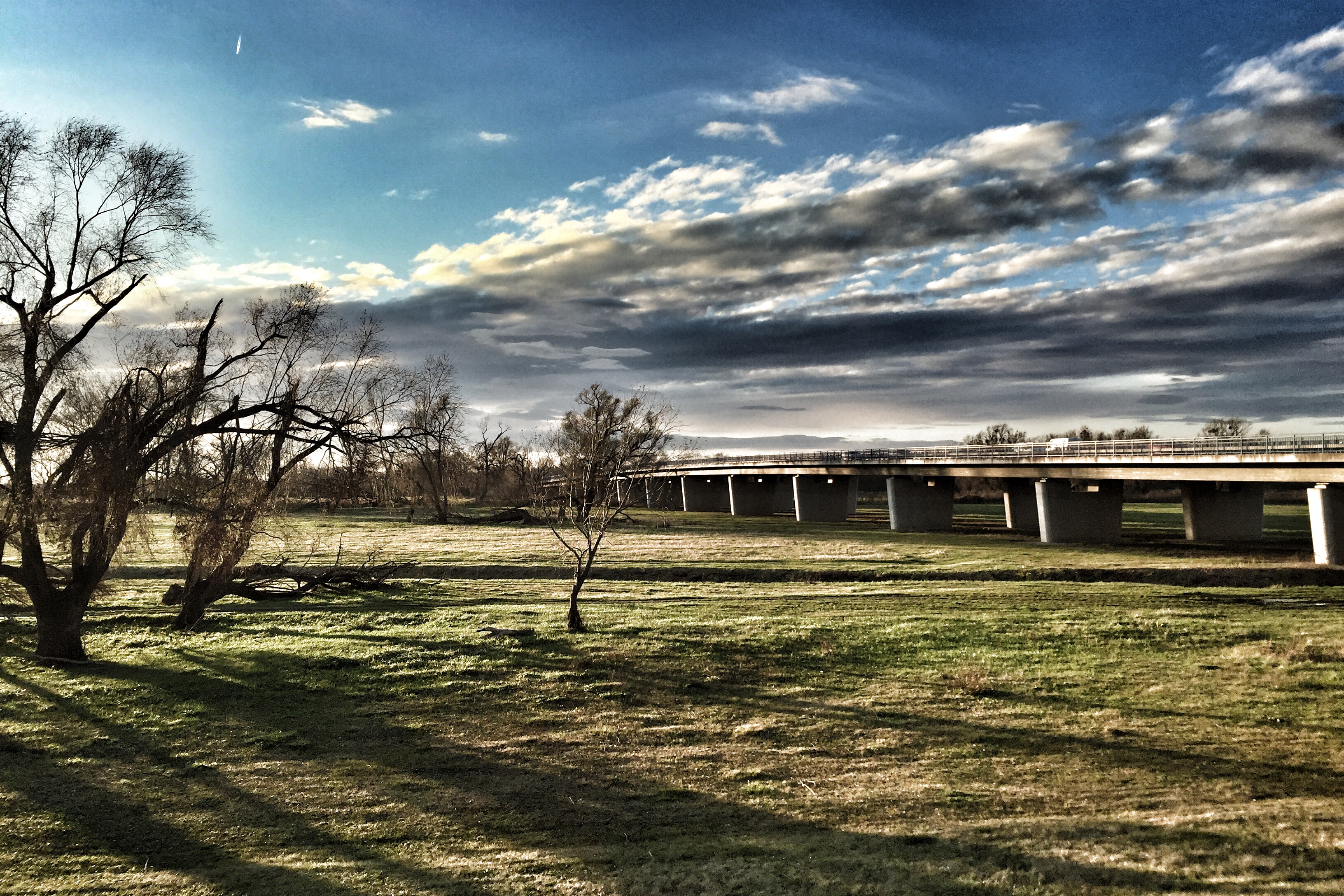
Brücke über das Umflutgelände in Heyrothsberge

Derzeit existieren 3 große Gewerbegebiete in der Gemeinde. Eines ist in Biederitz am Parkweg, ein Gewerbegebiet ist in Gerwisch und das Dritte befindet sich in Heyrothsberge Am Fuchsberg.
Die Lage der Einheitsgemeinde zur Landeshauptstadt Magdeburg begünstigt den Wirtschaftsstandort Biederitz. Zahlreiche Magdeburger und Zugezogene aus ganz Deutschland siedelten sich in den Ortsteilen der Einheitsgemeinde an. Kleine Geschäfte und Läden aller Art sind in der Gemeinde ebenso ansässig wie große Supermärkte.

## Verkehrsanbindung
Die B1 stellt die Hauptverkehrsader für die Gemeinde dar. Sie verläuft durch die Ortschaften Gerwisch, Heyrothsberge und verbindet die Gemeinde mit Magdeburg und Burg über Möser. Die Auffahrten Lostau und Burg-Zentrum bilden die beste Möglichkeit, um von der A2 aus nach Biederitz zu gelangen. Die B184 führt von Heyrothsberge aus über Königsborn in Richtung Gommern.
Die Buslinien 51 (Magdeburg–Heyrothsberge–Biederitz) und 708 (Burg–Gommern) verlaufen durch das Gemeindegebiet.
Der Keilbahnhof Biederitz liegt am Abzweig der Bahnstrecke Biederitz–Trebnitz(–Dessau–Leipzig) von der Bahnstrecke Berlin–Magdeburg. Die Bahnstrecke Biederitz–Altengrabow wird seit 2011 vom Personenverkehr nicht mehr bedient.
Die B1 hat anliegend einen Fahrradweg und auch der bekannte Elberadweg von Tschechien nach Hamburg führt an den Ortschaften Biederitz und Gerwisch vorbei.

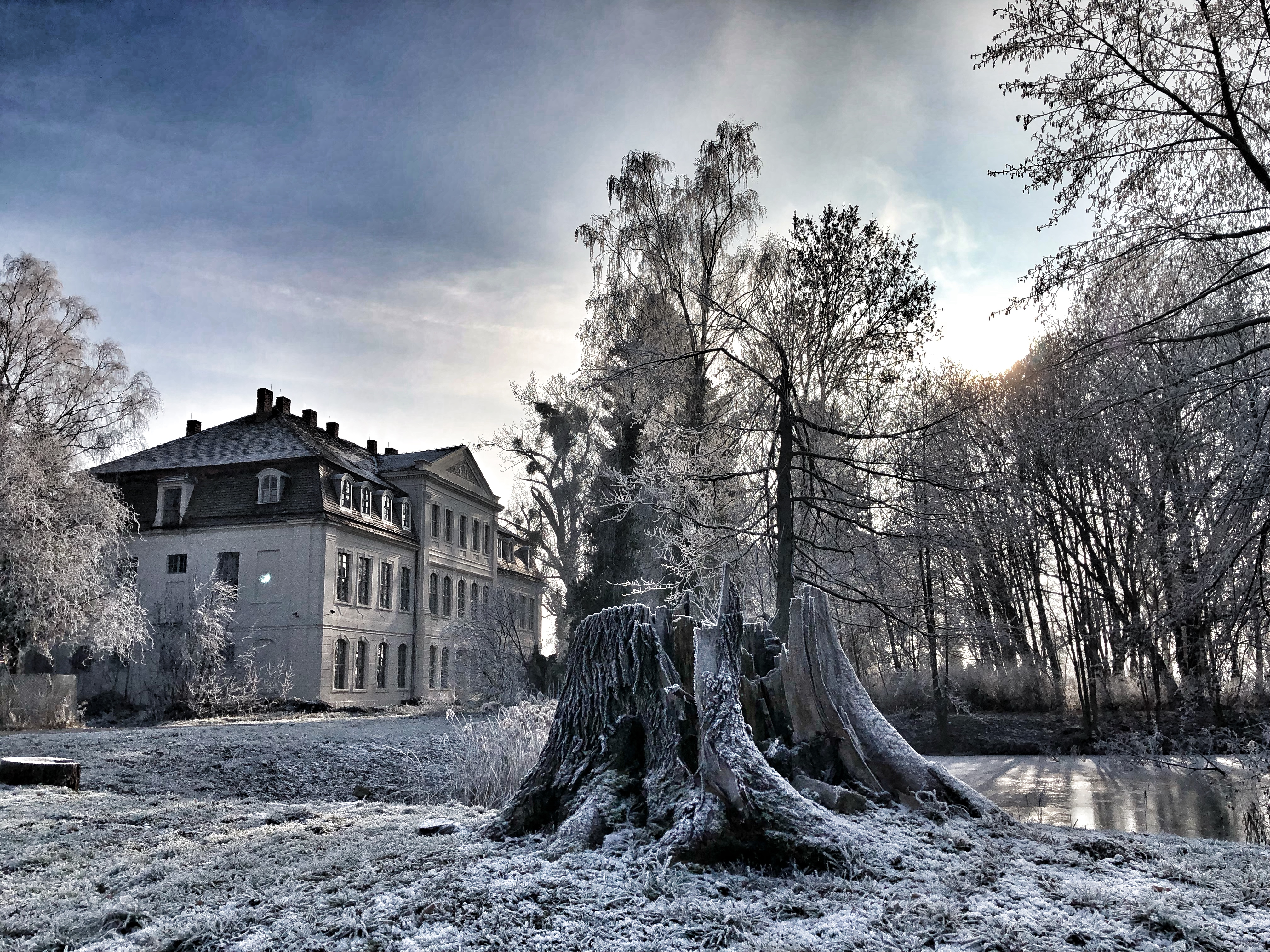
Schloss von Königsborn bei Eis und Schnee

## Kultur und Sehenswürdigkeiten

### Biederitzer Musiksommer
Seit 1990 gibt es den Biederitzer Musiksommer. Er wurde von Kantor Michael Scholl ins Leben gerufen und hat überregionale Bedeutung. Die Konzerte finden sowohl in Biederitz, als auch im Jerichower Land und im Magdeburger Umland statt. Hauptakteur des Musiksommers ist die Biederitzer Kantorei. Für Konzerte wie die Biederitzer Tastennacht oder auch Blech am Fluss, dem Freiluftkonzert an der Ehle, gastieren regelmäßig national und international bekannte Künstler in Biederitz.

### Biederitzer Ehlefest
Das Biederitzer Ehlefest findet seit Anfang der 1980er Jahre statt. Es wird in der Ortsmitte auf der Kantorwiese gefeiert.

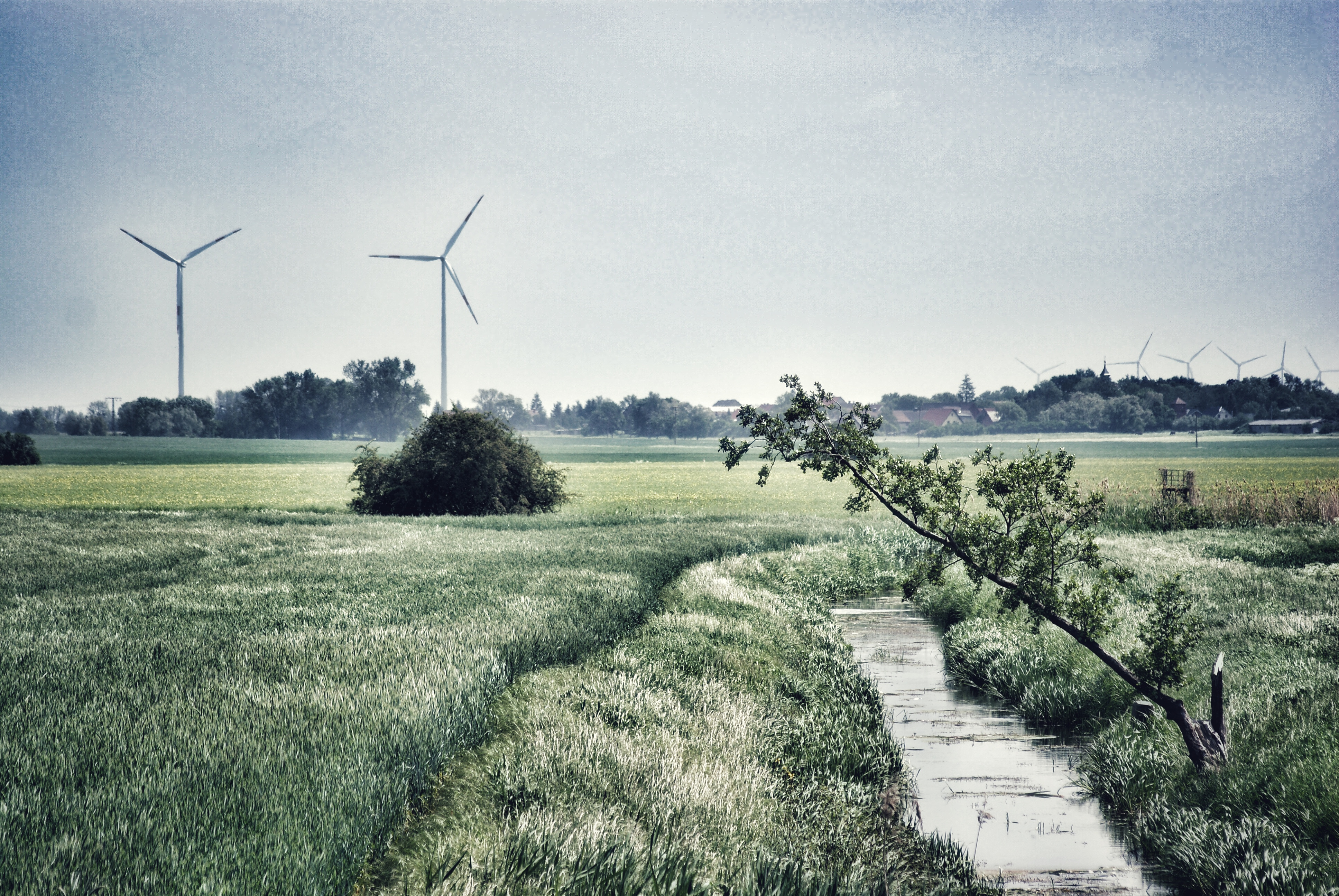
Blick in Richtung Woltersdorf

### Heyrothsberger Park (Bunkergelände)
Auf dem Gelände des ehemaligen NVA-Bunkers im Heyrothsberger Park fanden Freiluftkonzerte statt:
- Seit 2005: das Doors-Festival Feast of Friends.
- Regelmäßig gab es Irish Folk in der Irischen Nacht.
- In unregelmäßigen Abständen gab es Blues im Park.
- Die Gruppe Keimzeit war regelmäßig zu Gast.

In dem Bunker selber wurde eine Bar betrieben.

### Das Dorf- und Reitfest Königsborn
Das Dorf- und Reitfest in Königsborn findet jedes Jahr auf dem Reitplatz, der Dressuranlage und im Königsborner Park statt. Es geht von Freitag bis Sonntag und findet meistens im Mai statt. Freiwillige Bäcker in Königsborn versorgen die Besucher mit Kaffee und Kuchen und auch die Ortsfeuerwehr Königsborn ist an den Festivitäten beteiligt. Aktivitäten für Kinder werden auch angeboten wie z. B. eine Hüpfburg. Hauptaugenmerk liegt aber beim Reitsport. Es finden mehrere Wettbewerbe wie Springen, Dressur oder Reitprüfung statt. Auch wird jedes Jahr ein Schauprogramm vorbereitet.

## Religion
Die Volkszählung in der Europäischen Union 2011 zeigte, dass von den 8.494 Einwohnern der Gemeinde Biederitz 11,7 % der evangelischen Kirche und 3,5 % der römisch-katholischen Kirche angehörten. Die Mehrzahl der Einwohner gehörte keiner Religionsgemeinschaft an.

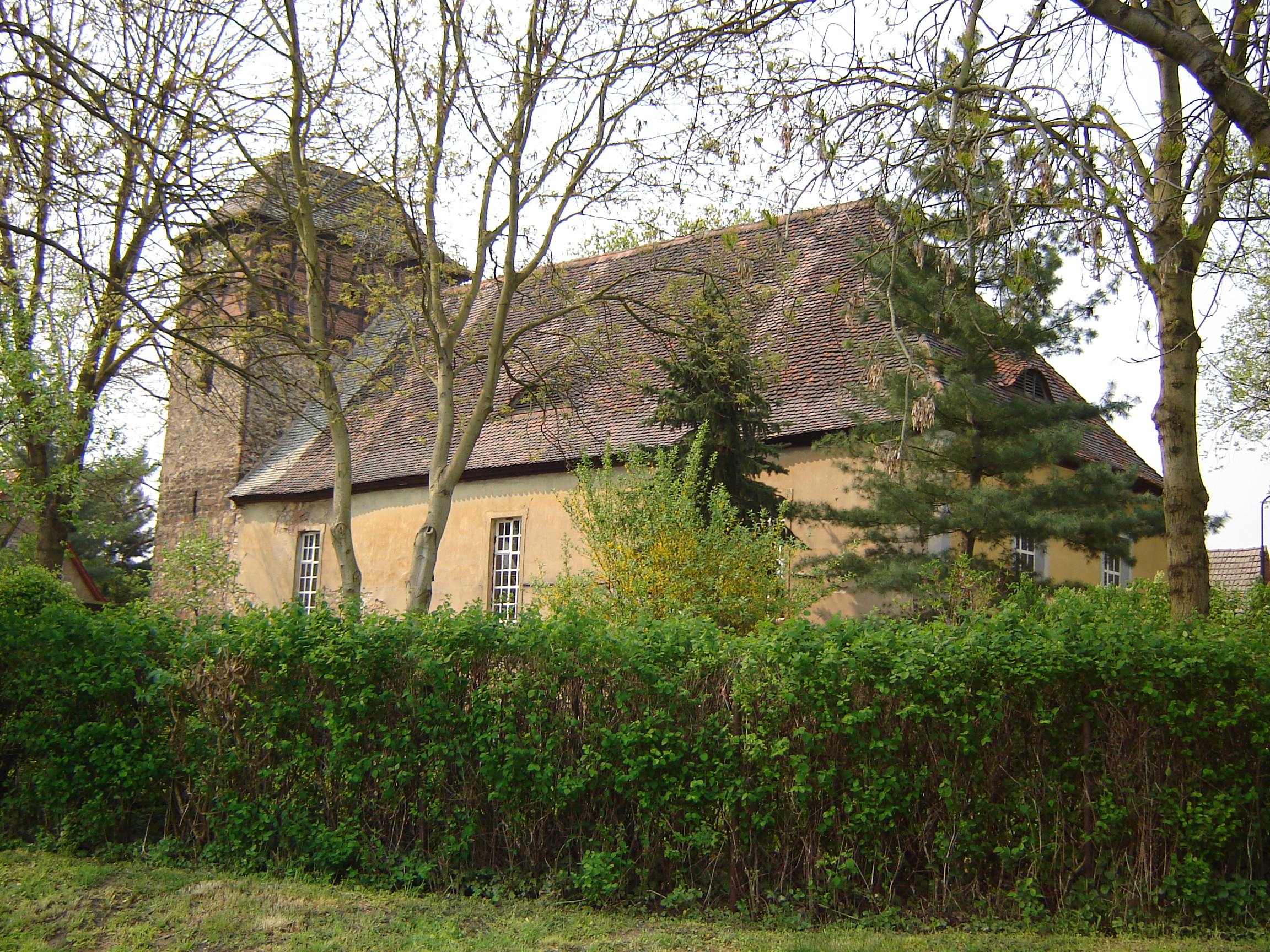
Evangelische Kirche in Biederitz
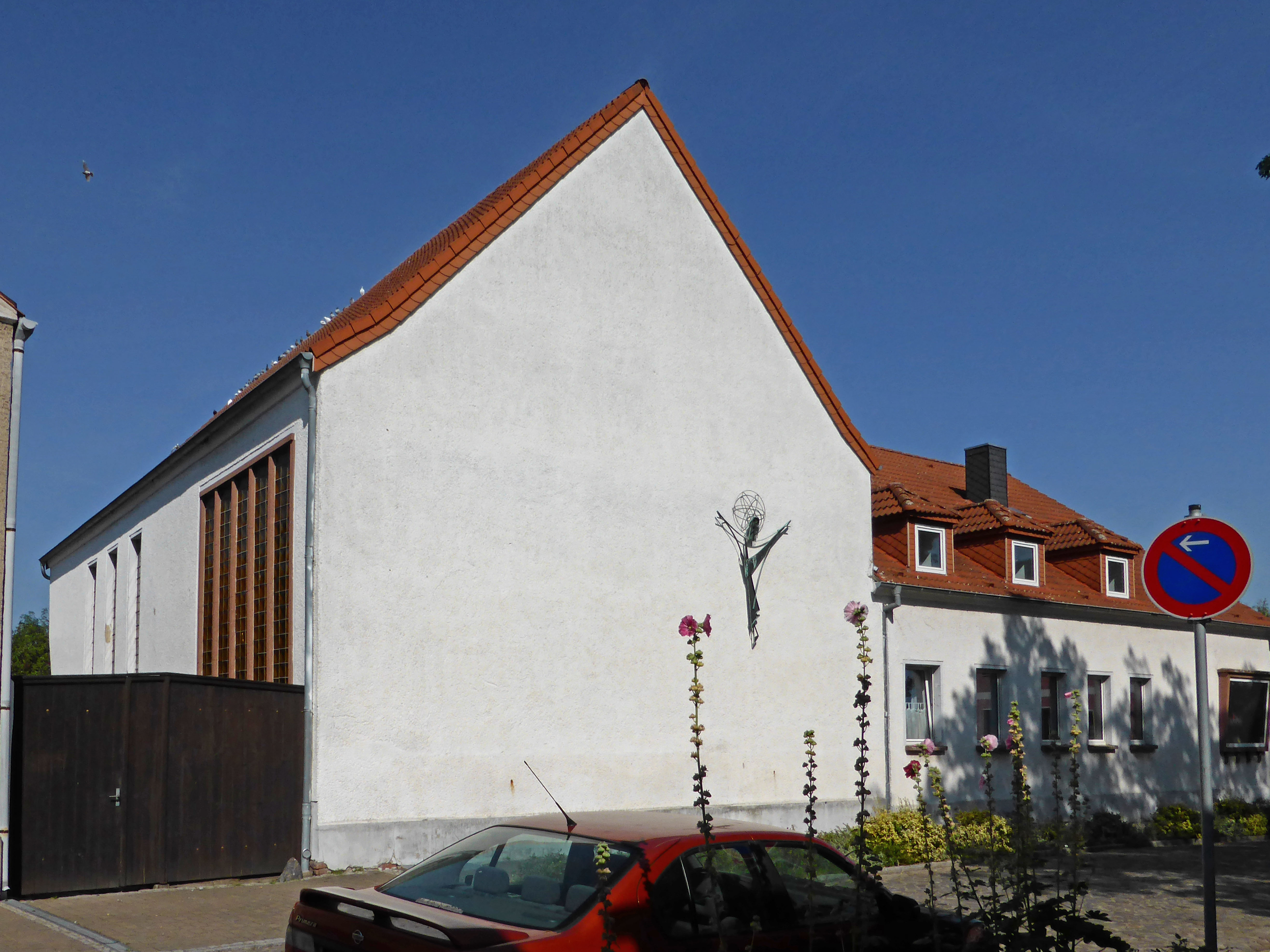
Katholische Pfarrvikarie „Heilig Kreuz“ in Biederitz
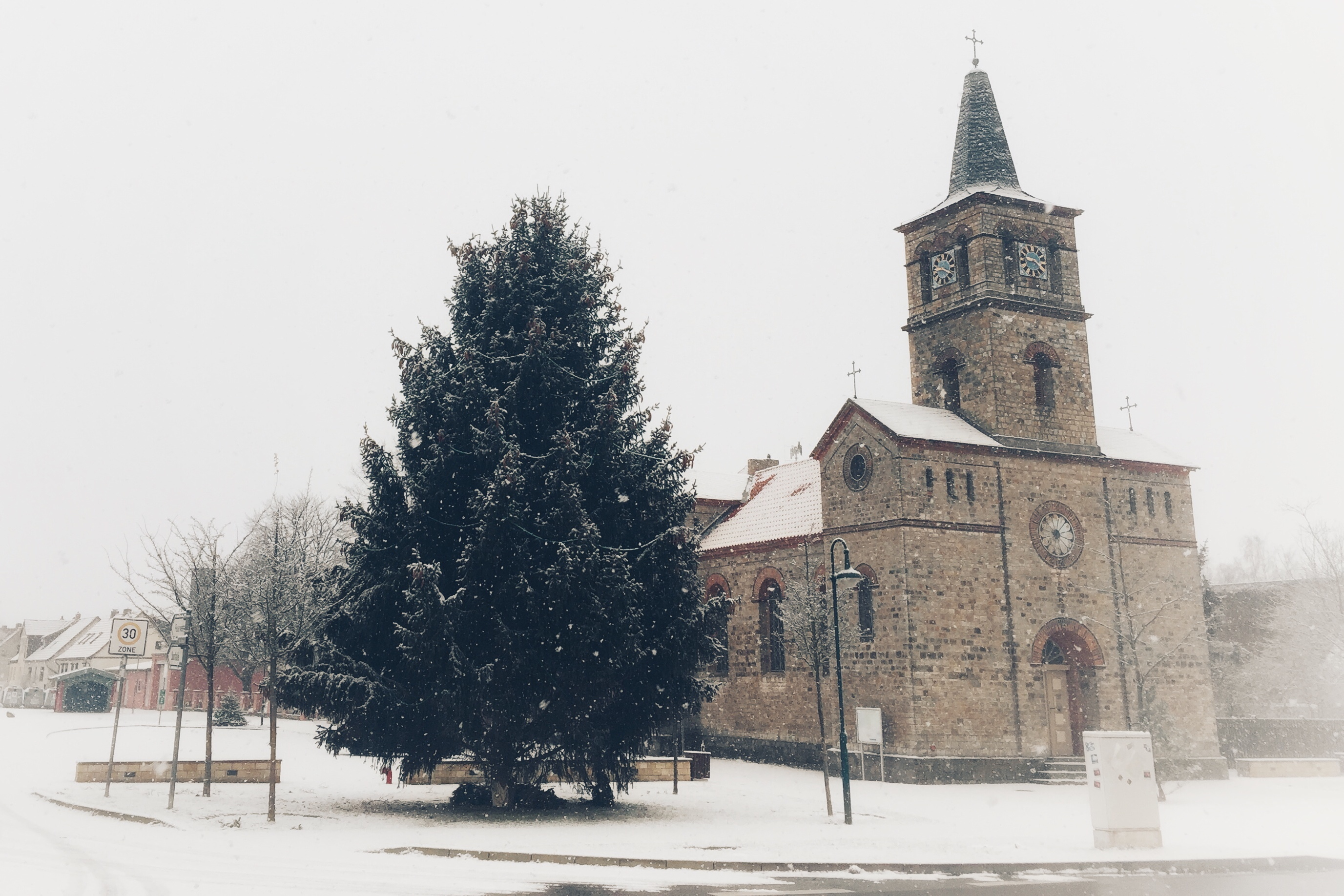
Evangelische Kirche in Gerwisch
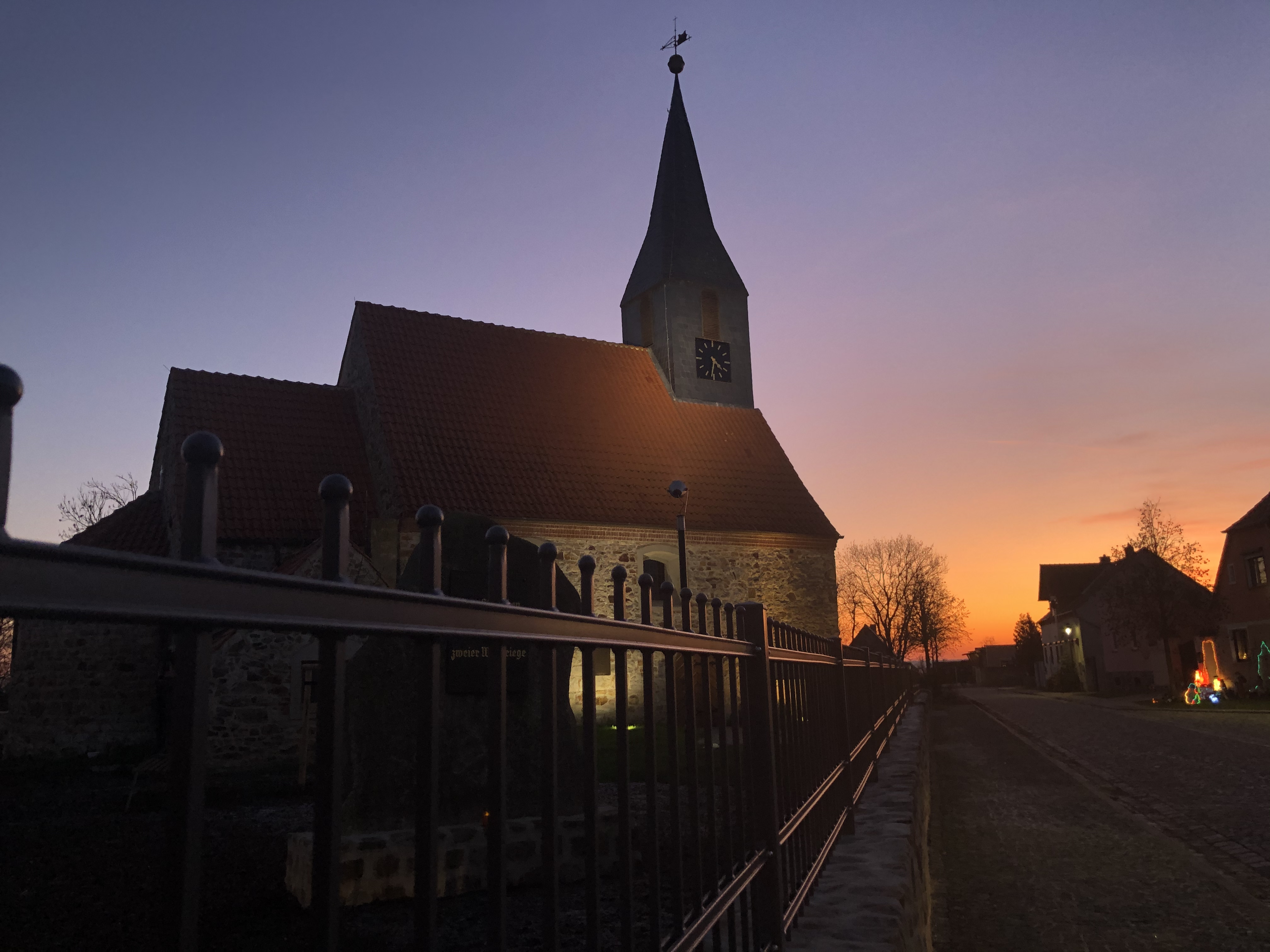
St.-Andreas-Kirche in Gübs
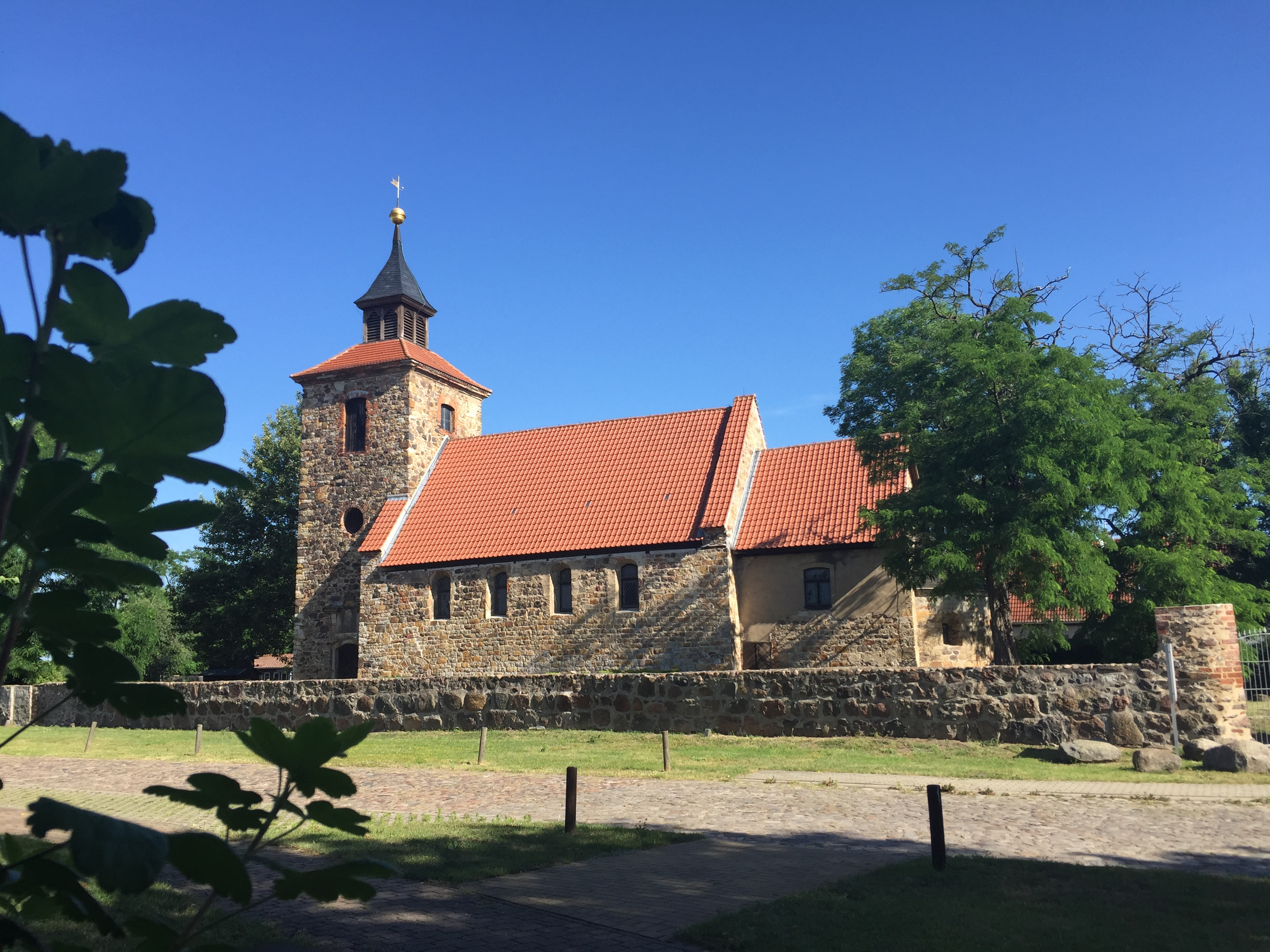
Evangelische Kirche in Woltersdorf

## Persönlichkeiten

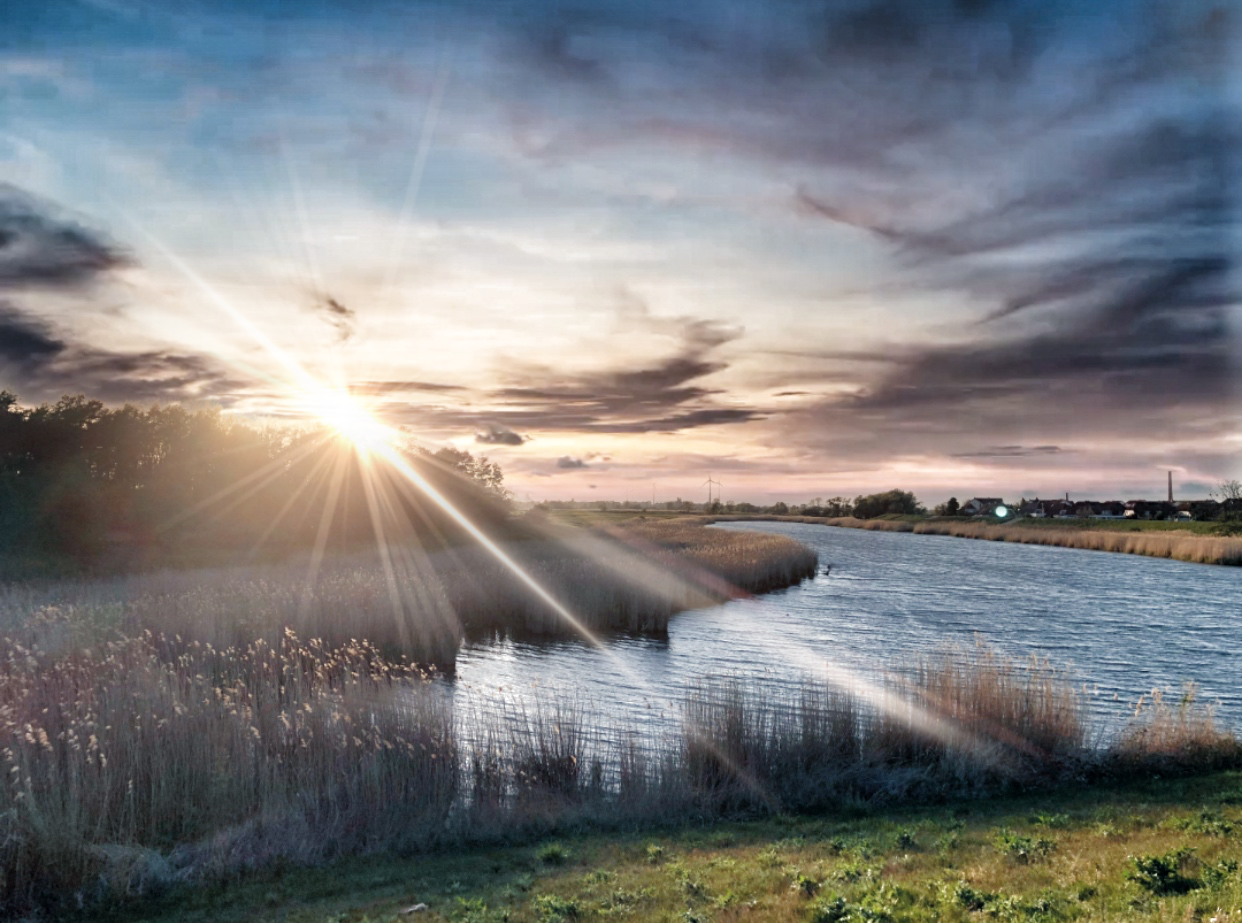
Potztrine bei Gerwisch

- Der orientalische sowie klassische Philologe und evangelische Theologe Johann Gottfried Tympe (1699–1768) wurde hier geboren.
- Carl Leberecht Meßow (1759–1825) wirkte in Biederitz als evangelischer Superintendent und Schulreformator.
- In der Gemeinde wurde Friedrich Elchlepp (1924–2002), Konteradmiral der Volksmarine und Seekommissar der DDR, als Sohn von Friedrich Wilhelm Elchlepp (* 1897 in Stendal) geboren, der von 1923 bis 1929 die Hartsteinwerke Heyrothsberge leitete.
- Im Ortsteil Heyrothsberge wurde am 23. Februar 1931 der ehemalige Weltmeister im Straßenradsport Gustav-Adolf „Täve“ Schur geboren. Er hat heute noch dort seinen Wohnsitz.
- Heute noch in Heyrothsberge wohnhaft ist die am 15. Dezember 1932 geborene Badmintonspielerin Susi Spiegel, die in ihrer langen Karriere über 40 Mal den Meistertitel in der DDR und Gesamtdeutschland holen konnte.
- Horst Strobel (1936–2023), im Ortsteil Woltersdorf geborener Ingenieur und Professor für Verkehrsautomatisierung gehört zu den Pionieren der Systemanalyse.
- Im Ortsteil Heyrothsberge wurde am 20. Oktober 1942 die Biologin Christiane Nüsslein-Volhard geboren. Sie erhielt 1995 als erste deutsche Frau den Nobelpreis für Medizin.